# Глег

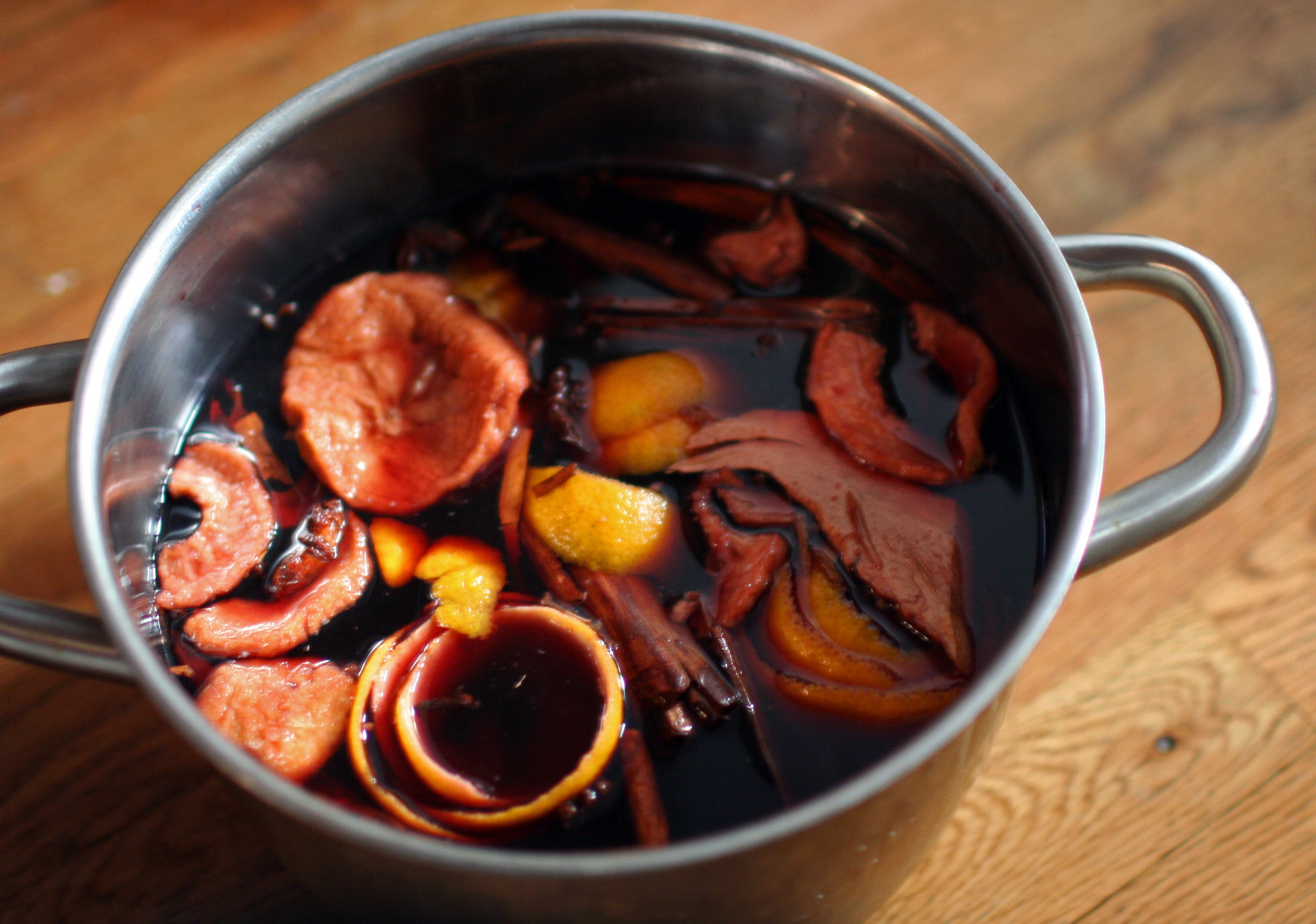
Приготування глегу

Глег (швед. glögg, фін. glögi) — гарячий напій з червоного вина з додаванням прянощів, поширений в період Різдва у Швеції, Фінляндії та Естонії (колишні терени Шведської імперії). Його також називають скандинавським ґлінтвейном.

## Історія
Напій з'явився у Швеції (та Фінляндії) в період пізнього Середньовіччя, коли в вино низької якості почали додавати корицю, кардамон, гвоздику та апельсинові скориночки. Згідно з переказами, шведський герцог Юхан III в різдвяний вечір 1562 р. привіз в м. Або свою дружину, польську принцесу Катерину Ягеллонську, яка щоби зігрітися пила гаряче червоне вино з корицею.
У XVI—XVII століттях вино приправлене медом і прянощами підігрівали та використовували як зігрівальний напій у холодну пору року. Первісна назва напою була «гіпокрас», а найменування «глег» даний напій отримав у Швеції наприкінці XVIII століття.
У середині XIX століття ціна на цукор стала доступною і для простого народу у зв'язку з чим мед в приготуванні глегу був замінений на цукор. У новій технології вино, змішане з прянощами, нагрівали в спеціальному казані, над яким в ситі поміщали цукрову «голову», поливаючи її невеликою кількістю горілки. Під впливом тепла цукор прогрівався, танув і стікав у напій. Технологію приготування напою виражає швед. glödga — «розжарювати», «відпалювати»: звідси «гаряче вино» (швед. glödgat vin).
З 1933 року в Фінляндії, у крамницях «Alko», почав продаватися готовий глег.

## Приготування
У Швеції як основа для приготування глегу використовується червоне вино, у яке для міцності додається мадера або горілка. Крім того, додається гвоздика, подрібнений кардамон, кориця, імбир і кірочки цитрусових. У XX столітті в напій стали додавати очищений мигдаль та родзинки. До нього рекомендується подавати пряне печиво піпаркаккуя (Піпаркукас) та сир із зеленою цвіллю, а у День святої Люсії — традиційні шведські солодкі булочки з шафраном «Луссекатт».
У готовий напій іноді додають чай, ром, родзинки та лимонну цедру, отримуючи пунш із червоного вина.
Замість червоного вина іноді використовується біле вино, сидр і яблучний сік, та отримують напій золотистого кольору. Основою для безалкогольного підходить брусничний або смородиновий сік.